# Список умерших в 1133 году

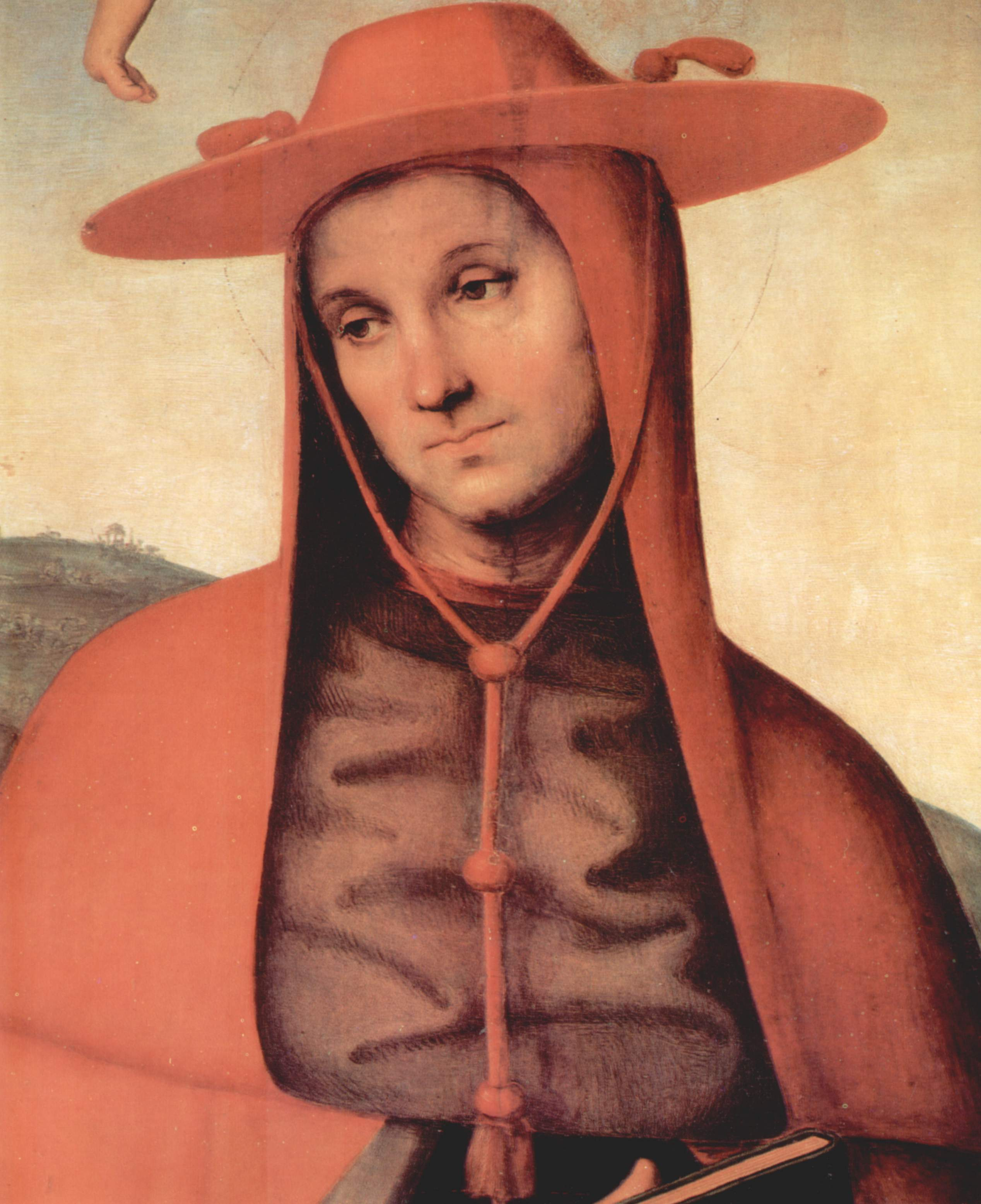
Уберти, Бернардо дельи

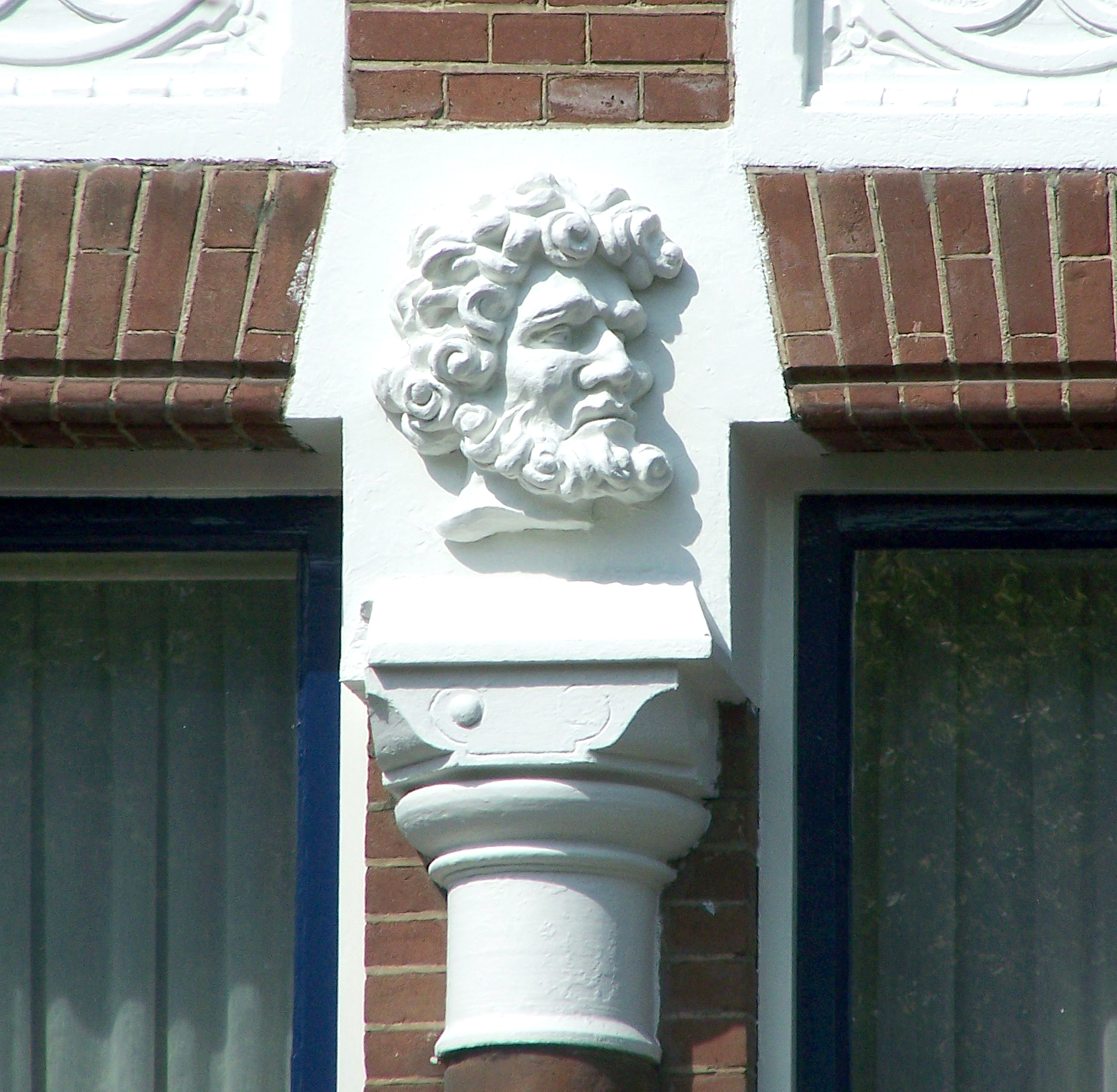
Флорис Чёрный

В этой статье представлен список известных людей, умерших в 1133 году.
См. также: Категория:Умершие в 1133 году

## Январь
- 10 января — Конрад фон Плёцкау — граф Плёцкау, маркграф Северной Марки (1130—1133).

## Май
- 22 мая — Сэмунд Мудрый — исландский священник, писатель, учёный.
- Гизела Бургундская — графиня-консорт Савойская (1090—1103), жена графа Гумберта II, маркграфиня-консорт Монферрата (1105—1135), жена маркграфа Раньери

## Декабрь
- 4 декабря — Уберти, Бернардо дельи — член монашеского ордена бенедиктинцев, кардинал-священник Сан-Кризогоно (1097—1110), папский легат, епископ Пармы, святой Римско-Католической Церкви
- 18 декабря — Ильдебер де Лаварден — епископ Ле-Мана (1097—1125), архиепископ Тура (1125—1133), писатель

## Дата неизвестна или требует уточнения
- Гиг III д’Альбон — сеньор д’Альбон с 1079, 1-й граф д’Альбон (1129—1133)
- Джованни Камальдульский — Кардинал-епископ Остии.
- Пётр III[англ.] — епископ Луго (1113—1133)
- Порлаку Рунолфссон[англ.] — епископ Скалхольта (Исландии) (1118—1133)
- Ришар де Дувр[фр.] — епископ Байё (1107—1133)
- Ибн Хамдис — сицилийский арабский поэт
- Флорис Чёрный — мятежный граф Голландии (1129—1132). Убит